# Мерель (Німеччина)
Мерель (нім. Mörel) — громада в Німеччині, розташована в землі Шлезвіг-Гольштейн. Входить до складу району Рендсбург-Екернферде. Складова частина об'єднання громад Міттельгольштайн.
Площа — 8,69 км2. Населення становить 243 ос. (станом на 31 грудня 2020).